# Tehreek-e-Labbaik Pakistan

Símbolo electoral

Bandera de Tehreek-e-Labbaik Pakistan.

Tehreek-e-Labbaik Pakistan (en urdu, |تحریکِ لبیک پاکستان, literalmente, Movimiento Aquí Estoy Pakistán, siglas: TLP) es un partido político islamista de extrema derecha de Pakistán.
El TLP se constituyó el 1 de agosto de 2015 como movimiento para exigir la liberación de Mumtaz Qadri, un guardaespaldas condenado a pena de muerte por el asesinato de Salman Taseer, gobernador de Punyab, que se había opuesto a la ley paquistaní contra la blasfemia en el caso Asia Bibi.
Tras el ahorcamiento de Qadri el 29 de febrero de 2016, el TLP se convierte en un partido político con gran éxito en la calle —es capaz de movilizar rápidamente a miles de personas para manifestarse, como ocurrió en 2017, 2018, 2020 y sobre todo, en 2021—, más que en las urnas, puesto que en las elecciones legislativas de 2018 no consiguió más que el 4,2 % de los sufragios.
De culto barelvi, el TLP defiende el dogma islámico de la finalidad de la profecía (‘’Khatm-e-Nabuwat’’) de Mahoma, así como el honor del profeta. De hecho, se opone violentamente a los ahmadíes y a cualquier persona que ellos mismos acusen de blasfemia, delito para el que reclama la aplicación sistemática de la pena de muerte. Además, el partido quiere convertir a Pakistán en un estado islámico gobernado por la sharía.

## Historia

### Fundación

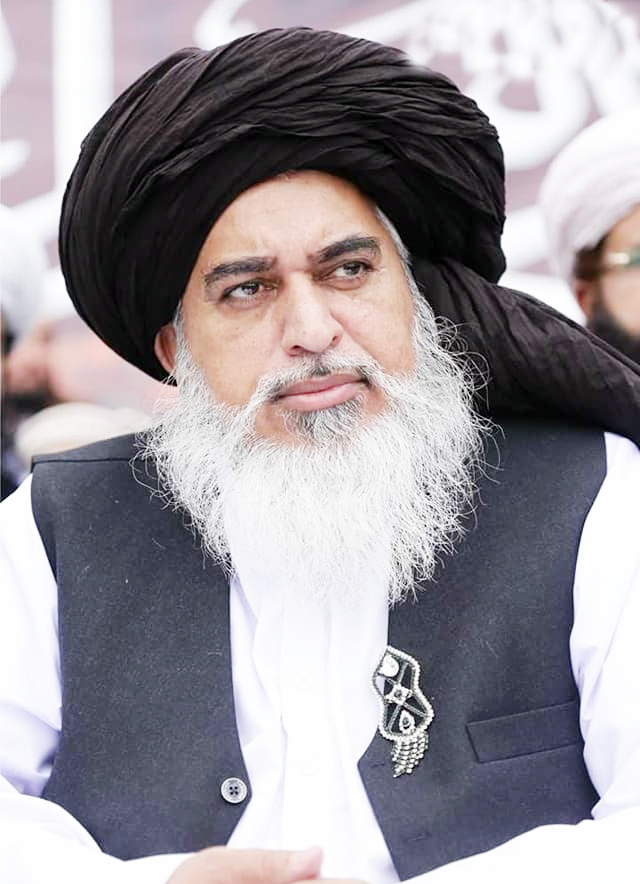
Khadim Hussain Rizvi, emir de Tehreek-e-Labbaik Pakistan de 2015 a 2020

El partido Tehreek-e-Labbaik Pakistan se fundó el 1 de agosto de 2015 por Khadim Hussain Rizvi, religioso barelvi y antiguo funcionario del gobierno provincial del Punyab. En 2011 fue destituido tras expresar su acuerdo con el asesinato de su gobernador, Salman Taseer, por su defensa de la joven cristiana Asia Bibi y sus críticas a la ley contra la blasfemia.
El partido capta a sus simpatizantes sobre todo en las mezquitas dirigidas por religiosos barelvíes.

### Manifestaciones de 2017
El movimiento se hizo conocido sobre todo por haber organizado una sentada en el intercambiador de Faizabad, el más importante de Islamabad, bloqueando la vía principal de entrada a la capital. Los militantes del partido protestaban contra el cambio en el texto de juramento de los diputados sobre el profeta Mahoma, cambio que calificaban de blasfemo y favorable a la comunidad Ahmadía.
Tras conseguir que se anulara la reforma, exigieron la dimisión del ministro de Justicia Zahid Hamid, que también lograron. Las manifestaciones fueron violentamente reprimidas por la policía y se saldaron con 6 muertos y 200 heridos.

### Elecciones de 2018

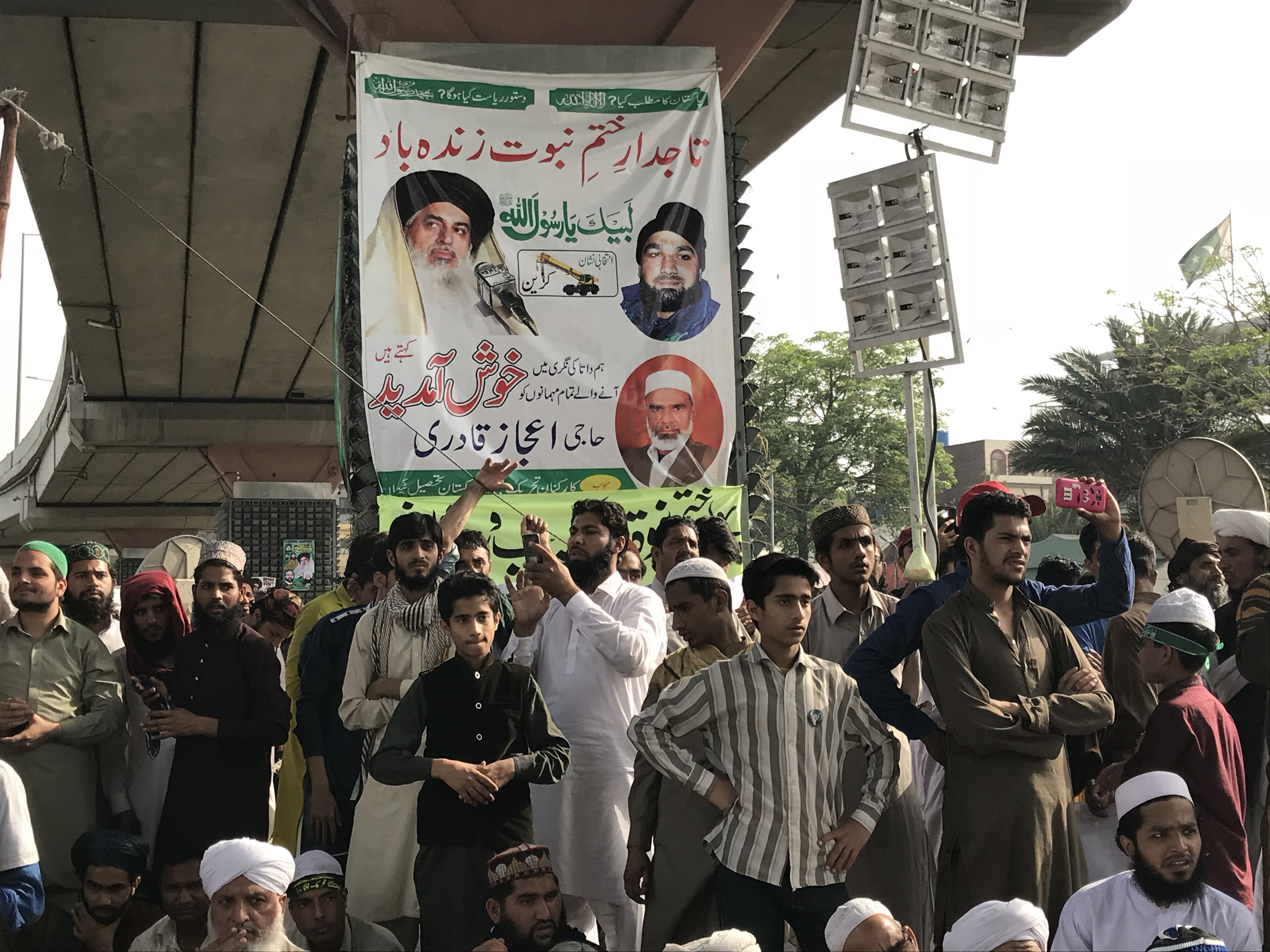
Protesta del TLP en abril de 2018 en Lahore. Al fondo, un cartel electoral de las elecciones legislativas de 2018

El partido tuvo una actuación mediocre en sus primeras elecciones, las legislativas de 2018. Logró 2,2 millones de votos, que suponían el 4,2 % del electorado, casi alcanzando a la alianza religiosa Muttahida Majlis-e-Amal, formación mucho más antigua.
A pesar de estos resultados, el TLP no se impuso en ninguna circunscripción nacional, aunque consiguió 3 diputados provinciales en la Asamblea del Sind, sobre todo gracias a su penetración en la principal ciudad del país, Karachi, con 16 millones de habitantes, donde obtuvo alrededor del 12 % de los votos.

### Caso Asia Bibi
Después de que la joven cristiana Asia Bibi, condenada a muerte en 2010 por blasfemia contra el islam, fuera declarada inocente por el Tribunal Supremo, miles de simpatizantes del TLP se manifestaron respondiendo a la llamada de los líderes de su partido. Uno de ellos, Pir Afzal Qadri, exigió la muerte del juez supremo del país, Saqib Nisar, y Khadim Hussain Rizvi pidió a los soldados que se amotinasen contra la jerarquía militar.
En principio, el Gobierno federal accedió a negociar con el movimiento, y se prohibió a Asia Bibi salir del país mientras se resolvía el recurso presentado contra la sentencia absolutoria. No obstante, se detuvo a Qadri y a Rizvi el 23 de noviembre de 2018 junto con cientos de militantes del TLP, acusados de “traición y terrorismo”.
Cuando Asia Bibi fue definitivamente exonerada el 29 de enero de 2019, el partido no reunió más que a unas centenas de simpatizantes en su protesta.
Qadri y Rizvi salieron finalmente en libertad provisional el 10 de mayo de 2019, tras 5 meses detenidos, después de que los líderes del TLP prometieran dejar de llamar a la violencia.

### Manifestaciones anticaricaturas de 2020
En octubre y noviembre de 2020, el TLP organizó varias manifestaciones en respuesta a las declaraciones del presidente francés Emmanuel Macron defendiendo el derecho a caricaturizar al profeta del islam. Estas declaraciones se hicieron en el contexto del proceso por el atentado contra ‘’Charlie Hebdo’’ y del asesinato de Samuel Paty.
Por su parte, el primer ministro Imran Khan atacó con virulencia al jefe del Estado francés, y excepcionalmente, el ministro de Asuntos Exteriores pakistaní convocó al embajador de Francia el 26 de octubre, un mes después de un nuevo atentado frustrado en las antiguas oficinas del Charlie Hebdo.
Para acabar con las movilizaciones, Imran Khan concluyó un acuerdo con la organización islamista en el que se preveía presentar ante la Asamblea Nacional una resolución para expulsar al embajador de Francia sin nombrar uno nuevo (el puesto sigue aún hoy vacante), un boicot de los productos franceses y la liberación de militantes del TLP detenidos en las manifestaciones. Esta maniobra permitió al TLP volver a la escena política dos años después de haber estado a punto de desaparecer.
Si este acuerdo se hubiera aplicado, hubiera sido la primera vez que un grupo religioso conseguía imponer su política exterior al Gobierno. Según ‘’Le Figaro’’, la decisión de Imran Khan obedeció a una «lógica identitaria», ya que en Pakistán, el 96 % de la población es musulmana, «el islam es el pilar de la identidad nacional» desde la separación de India en 1947, y la defensa del honor de Mahoma es uno de los pocos temas que suscitan consenso. El primer ministro tenía en mente las siguientes elecciones, en las que esperaba conseguir el control del senado.
El 19 de noviembre de 2020 muere repentinamente Khadim Hussain Rizvi, y lo sustituye su hijo Saad Hussain Rizvi a la cabeza del partido.
En abril de 2021, miles de simpatizantes del movimiento se manifestaron en Lahore, segunda ciudad del país, en protesta contra la detención de Saad Rizvi por haber intentado organizar una marcha sobre Islamabad el 20 de abril para exigir la aplicación del acuerdo, incluyendo la expulsión del embajador francés. Tras varios días de manifestaciones violentas, Rashid Ahmed, ministro de Interior, anunció el inicio del procedimiento para prohibir el partido en aplicación de la ley antiterrorista de 1997, decisión que el partido recurrió.
El 2 de noviembre de 2021, el Gobierno pakistaní liberó a un gran número de miembros del TLP tras llegar a un acuerdo con el partido.

### Represión del Movimiento por la justicia de Pakistán
En mayo de 2023, Muhammad Qasim Fakhri, convertido en jefe del partido en el Parlamento, fue el inductor de una resolución de la Asamblea Provincial de Sind por la que se reclama la prohibición y represión del Movimiento por la Justicia de Pakistán.

### Elecciones de 2024
En las elecciones generales de 2024 el partido mejoró sus resultados tanto en valor absoluto (obteniendo 650 000 votos más) como en proporción (0,67 puntos porcentuales más) respecto a las anteriores elecciones, convirtiéndose en el 4.º partido del país. Aun así, no logró colocar ningún diputado en la Asamblea Nacional y solo consiguió un diputado provincial en Punyab.

## Resultados electorales

### Elecciones legislativas
| Año  | Votos     | %    | Escaños | Clasificación | Gobierno           |
| ---- | --------- | ---- | ------- | ------------- | ------------------ |
| 2018 | 2 234 316 | 4,21 | 0/342   | 5.º           | Extraparlamentario |
| 2024 | 2 888 619 | 4,88 | 0/336   | 4.º           | Extraparlamentario |

## Violencias sectarias
En diciembre de 2021, un budista acusado de blasfemia fue golpeado hasta la muerte y su cadáver quemado por una turba que coreaba eslóganes de Tehreek-e-Labbaik Pakistan.